# 时逸之
时逸之（1907年4月—1982年7月29日），男，山西泽州府凤台县（今山西晋城市城区）人，中国政治人物。

## 生平
1926年，加入中国共产党。早年担任中共晋东南特委书记、岳南专署专员、太岳行署秘书长、陕南行署主任。中华人民共和国成立后，担任陕西省人民政府秘书长、中共陕西省委常委、陕西省副省长；后担任中共西安市委书记、西安市市长；中共中央西北局科委副主任、中国科学院西北分院院长、陕西省革命委员会副主任、陕西省第五届人大常委会副主任。